# Sergio trilobata
Sergio trilobata är en kräftdjursart som först beskrevs av Biffar 1970.  Sergio trilobata ingår i släktet Sergio och familjen Callianassidae. Inga underarter finns listade i Catalogue of Life.